# Serena M. Auñón
Serena M. Auñón-Chancellor (Indianápolis, Indiana; 9 de abril de 1976) es una médica, ingeniera, y astronauta estadounidense de la NASA.

## Biografía
Serena estudió ingeniería eléctrica en la Universidad George Washington en Washington D. C.. A la mitad de su carrera de ingeniería, tomó la decisión de estudiar medicina en la Universidad de Texas Medical Branch, en Galveston, Texas, que ofrecía un programa de residencia combinada en medicina interna y medicina aeroespacial.
Se graduó como ingeniera eléctrica en el año 1997. Obtuvo el doctorado en medicina por la Universidad de Texas en el año 2001.
Fue seleccionada en la NASA de entre 3500 personas que aspiraban a ser astronautas.

### Familia
Hija del doctor Jorge Auñón, un exiliado cubano que llegó a los Estados Unidos en 1960. Su madre es Margarita Auñón. Está casada con el físico Jeff Chancellor, y tiene una hijastra llamada Serafina Chancellor.

### NASA
Auñón fue contratada por la NASA como cirujana de vuelo, y pasó más de nueve meses en Rusia, en apoyo a las operaciones médicas de la Estación Espacial Internacional. Fue la cirujana adjunta de la tripulación STS-127 y la Expedición 22. Además, sirve como director adjunto para la nave espacial Orion. 
Auñón fue seleccionada como candidata a astronauta en junio de 2009 y terminó su programa de entrenamiento en 2011. En junio de 2012 contribuyó a una prueba con el sumergible NOAA NEEMO 16 de la NASA, misión de exploración bajo el agua, fuera de Key Largo, Florida.

## Galardones
- Fue galardonada en 2009 con el Premio Julián E. Ward Memorial de la Asociación Médica Aeroespacial por sus contribuciones a los vuelos espaciales de atención clínica a miembros de la tripulación.[5]